# アール (化学)
-アール(-al)は、有機化合物の命名において、-COH基、即ちアルデヒド基を表すのに用いられる接尾辞である。アルデヒド(aldehyde)という言葉に由来する。